# Крокосмия
Крокосмия, или монтбреция, или тритония (лат. Crocosmia) — клубнелуковичное растение из семейства ирисовых. Крокосмии произрастают на юге, в центральной Африке, Мадагаскаре. В европейской садовой культуре крокосмии известны с XIX века. Название происходит от греческих слов «krokos» — «крокус, шафран» и «osme» — «запах», потому что засушенные цветы крокосмии напоминают по запаху шафран. Устаревшее название монтбреция (лат.  Montbretia), данное по имени французского ботаника Антуана Франсуа Эрнеста Кокбера де Монбре, до сих пор употребляется в обиходе.

## Виды
По информации базы данных The Plant List, род включает 9 видов:
- Crocosmia ambongensis (H.Perrier) Goldblatt & J.C.Manning
- Crocosmia aurea (Pappe ex Hook.) Planch.
- Crocosmia × crocosmiiflora (Lemoine) N.E.Br.
- Crocosmia fucata (Lindl.) M.P.de Vos
- Crocosmia masoniorum (L.Bolus) N.E.Br.
- Crocosmia mathewsiana (L.Bolus) Goldblatt ex M.P.de Vos
- Crocosmia paniculata (Klatt) Goldblatt
- Crocosmia pearsei Oberm.
- Crocosmia pottsii (Baker) N.E.Br.